# Biljana Čekić
Biljana Čekić (ur. 25 października 2007 w Kozarskiej Dubnicy) – serbska aktorka.

## Życiorys
Mieszka we wsi Sreflije w gminie Kozarska Dubica w Republice Serbskiej. Jej ojcem jest Radovan Čekić. Ma siostrę Dianę i brata Stefana.
Prababcia ze strony ojca i dziewięciu innych krewnych było więzionych w obozie koncentracyjnym w Jasenovacu. Przeżyła jedynie prababcia.
Nie ma przygotowania aktorskiego, zasłynęła jednak debiutancką rolą Dary Ilić w filmie Dara z Jasenovaca (2020). Film zgłoszono jako propozycję Serbii w wyścigu o Oscara oraz o Złoty Glob. Čekić była nominowana w kategorii najlepsza rola kobieca. W 2023 na podstawie filmu powstał serial o tym samym tytule.
W 2021 otrzymała od archimandryty klasztoru Chilandar Metodego stypendium na cały okres nauki jako nagrodę za rolę Dary Ilić. W 2024 została wyróżniona Orderem Gwiazdy Jerzego Czarnego II stopnia.